# Mahón-Menorca

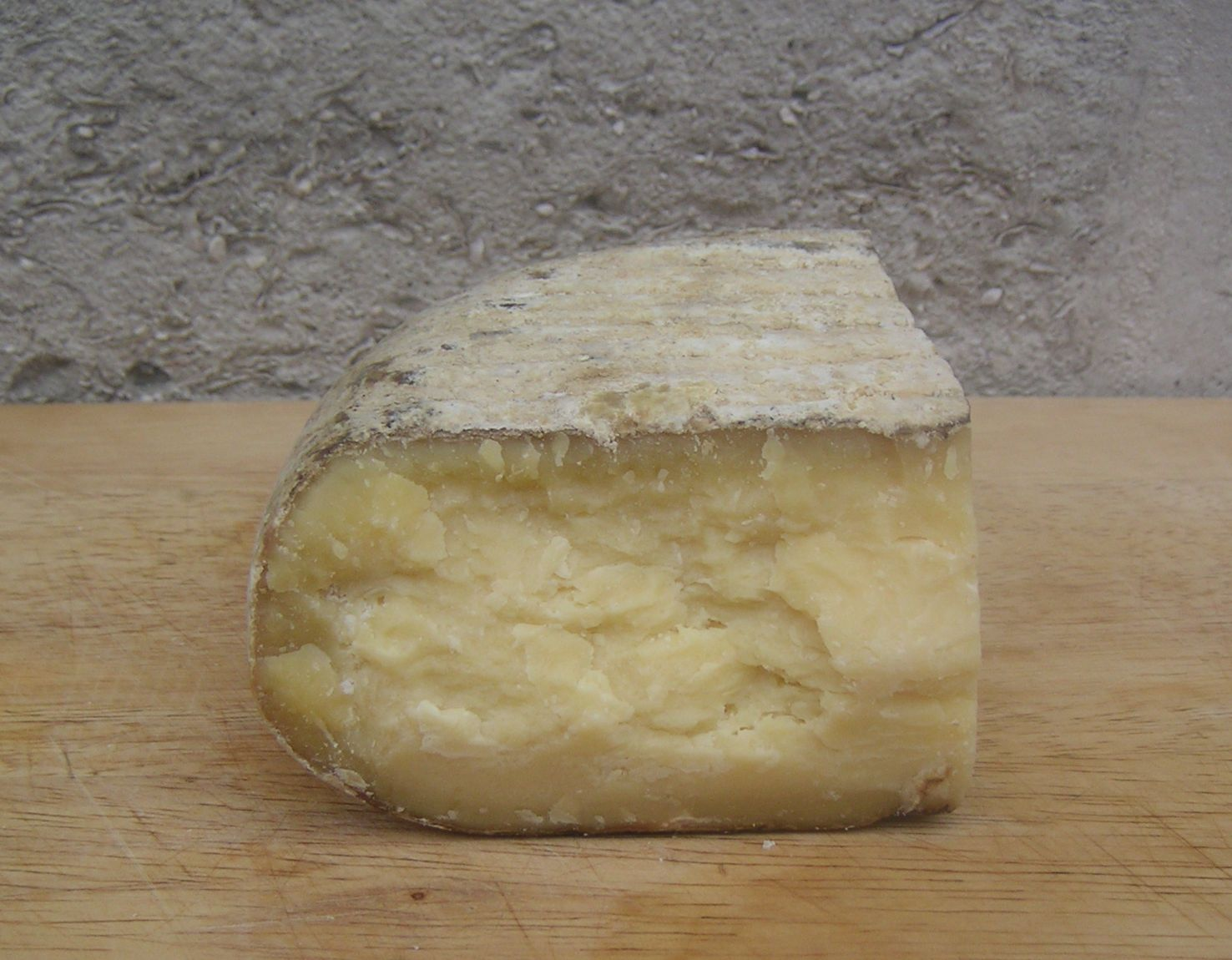
Mahón-Menorca-Käse

Mahón-Menorca ist ein traditioneller Hartkäse aus Kuhmilch, der bei der Europäischen Union als geschützte Ursprungsbezeichnung eingetragen ist. Produziert wird er auf der Baleareninsel Menorca und trägt seinen Namen nach der dortigen Inselhauptstadt Mahón. Er hat eine quadratische Form mit abgerundeten Ecken und Kanten und eine glatte, feste Rinde von gelblich-brauner Farbe. Die menorquinische Spezialität wird auf der Insel Menorca aus Kuhmilch hergestellt, die bei niedrigen Temperaturen eindickt und fest wird. Die Käsemasse wird dann in ein Käsetuch eingeschlagen und in diesem gepresst, die dabei entstehenden Löcher haben die Größe eines Reiskorns. Nachdem der Käselaib gepresst wurde und seine typische Form mit den Abdrücken der Falten des Käsetuches erhalten hat, wird er in eine Salzlake getaucht und reift dann nach den traditionellen Herstellungsmethoden der Insel aus. Mahón-Menorca wird in verschiedenen Reifegraden verkauft.

## Eigenschaften
Hierbei handelt es sich um einen Käse aus gepresster, nicht erhitzter Käsemasse in quadratischer Form mit abgerundeten Rindenkanten, der ausschließlich auf Menorca in traditioneller Art und Weise und gemäß den Richtlinien zur Ursprungsbezeichnung hergestellt wird und gereift ist. Die Ursprungsbezeichnung „Mahón-Käse“ wurde im Jahr 1985 verliehen, im Jahr 1998 fügte man noch die Erläuterung „Menorca“ hinzu, sodass der Käse seither unter der Bezeichnung „Mahón-Menorca“ geführt wird.
Dieser Käse war und ist seit jeher ein Wahrzeichen Menorcas. Seine Herstellung geht auf sehr alte, traditionell überlieferte Verfahren zurück und bildet einen Eckpfeiler in der Geschichte der Viehzucht und Gastronomie der Insel Menorca.

## Geschichte
Die ersten dauerhaften Siedlungen auf der Insel Menorca existieren etwa seit dem Jahr 2000 v. Chr., wie den Funden verschiedener Keramikstücke aus jener Zeit zu entnehmen ist, die Teil der Grundausstattung der ersten Viehzüchter der Insel zur Käseherstellung gewesen sein könnten.
Aus jüngerer Zeit liegen natürlich erheblich mehr Daten vor. So gibt es Nachweise darüber, dass Bischof Severo im Jahr 417 eine Enzyklika schrieb, in der auch Kommentare über „das große Vorkommen guten Viehs für den menschlichen Erhalt“ vermerkt sind und bestätigte, dass sich die Einwohner der Insel von „lac, caseum et vaccinium“ ernährten und also den Nachweis führte, dass bereits zu seiner Zeit existierte, was sich später zu einem der Eckpfeiler der wirtschaftlichen Erträge der Insel entwickelte: die Viehzucht und hier insbesondere die Schafszucht.
Arabischen Schriftstücken aus dem Jahr 1.000 ist zu entnehmen, dass es damals bereits eine wichtige Käse-, Wein- und Fleischproduktion auf Menorca gegeben hat. So vermerkte der arabische Geschichtsschreiber Ashashaskandi über Menorca: «Es gibt einen guten Viehbestand und Weinstöcke, aus denen guter Käse und guter Wein hergestellt werden».
Bereits im 13. Jahrhundert wurden auf Menorca Weine, Fleisch und Käse von guter Qualität hergestellt, mit denen schwunghafter Handel getrieben wurde. Die Chroniken besagen, dass König Pedro III. von Aragonien im Jahr 1282 anlässlich seiner Ankunft im Hafen von Mahón eine Willkommensgabe erhielt, die aus „Vieh, Eiern, Käse, Schmalz und frischem Brot“ bestand. Daraus ist eindeutig zu entnehmen, dass der Käse bereits in jenen Tagen ein auf der Insel hochgeschätztes Erzeugnis war.
Zu Beginn des 14. Jahrhunderts schrieb der Dominikaner Pedro Marsili, Chronist von König Jaime II. die angeblich aus dem Munde von Pedro Martell stammenden Worte, dass die Einwohner Menorcas über Milch, Käse, Brot und Wein im Überfluss verfügten. Im 15. Jahrhundert entsandte die Handelsgesellschaft der Gebrüder Datini aus dem toskanischen Lucca Kaufleute nach Menorca, um Wolle und Käse einzukaufen; diese Handelsleute warteten aber nicht ab, bis sie das Festland erreichten, sondern verkauften den Käse bereits auf Mallorca, wo er sehr geschätzt wurde. Dieser Handel zwischen beiden Inseln hat sich bis in die heutigen Tage erhalten und der Mahón-Käse ist möglicherweise der beliebteste Käse bei den Einwohnern Mallorcas.
In den Archiven der Krone von Aragonien wird die Bedeutung der menorquinischen Viehzucht und des Käses aus Mahón im 15. und 16. Jahrhundert belegt. Diese Handelssparten wuchsen in solch einem Maße, dass im 18. Jahrhundert sogar vier eigene Schiffe ausrüstete wurden, die ausschließlich für den Transport des Käses – der auf Menorca erzeugt wurde – vom Hafen Mahón nach Genua und in andere wichtige Regionen des westlichen Mittelmeers genutzt wurden. Aus diesem Grund war er an seinen jeweiligen Zielorten als „Käse aus dem Hafen von Mahón“ bzw. kurz als „Mahón-Käse“ bekannt, obwohl er in Wirklichkeit in ganz anderen Orten der Insel, wie Mercadal, Ciutadella, Alaior oder sonst wo auf der Insel hergestellt worden war.
Aus diesem Grunde kann man zu Recht behaupten, dass nur wenige andere Käsesorten auf eine so altüberlieferte und etablierte „Vor-Ursprungsbezeichnung“ zurückblicken können, wie der menorquinische Käse.
Im Verlaufe des gesamten 18. Jahrhunderts wurden Herstellung und Handel des Käses von der jeweiligen Inselverwaltung nach Kräften gefördert und zudem der Viehbestand verbessert. Ein klares Beispiel hierfür gab der Gouverneur Richard Kane, der Schafe von auswärts einführte, um durch neue Kreuzungen die Produktivität des einheimischen Viehbestands zu verbessern.
Fast gleichzeitig wurden – aufgrund der wachsenden Bedeutung der Milch- und Käseproduktion für die Wirtschaft der Insel, zusammen mit dem Vakuum, das der Abzug der Briten hinterlassen hatte – die geeigneten Voraussetzungen für ein neues Berufsbild geschaffen: das des Käsereifers. Die Käser waren für die Verteilung allerlei Produkte für die Landarbeit unter den Bauern zuständig und holten den noch jungen Käse, der überall auf der Insel hergestellt wurde, ab, um ihn anschließend in ihren eigenen Einrichtungen unter kontrollierten und gleichbleibenden Bedingungen reifen zu lassen und danach unter ihrem eigenen Markennamen auf den Märkten der Insel und dem Festland zu verkaufen. Der Beruf des Käsereifers hat sich bis in die heutige Zeit erhalten.

## Herstellungsgebiet
Das Gebiet für die Milchproduktion und Käseerzeugung, inkl. Reifeprozess für den Mahón-Menorca-Käse ist ausschließlich die Insel Menorca.
Menorca verfügt über ein eigenes Mikroklima, das sich von dem der Nachbarinseln stark unterscheidet. Grund dafür sind die wenigen gebirgigen Gebiete und die für eine Insel des Mittelmeers recht ausgiebigen Niederschläge (ca. 600 mm pro Jahr), die vom Herbst bis ins Frühjahr hinein dauern. Außerdem wird dieses Mikroklima durch den Tau, der nachts häufig fällt, begünstigt. Da auf der Insel aber gleichzeitig die typisch mediterranen Temperaturen mit Werten von 5–10 °C im Winter und maximal 30 °C im Sommer herrschen, ist Menorca ein ideales Gebiet für den Anbau von Futterpflanzen und somit für das Weiden von Vieh.
Bei den Milchkühen auf Menorca handelt es sich hauptsächlich um friesische Rinder und einige einzigartige, menorquinische Züchtungen.

## Herstellung
Die Herstellungsmethode des Käses blieb lange Zeit an allen Orten Menorcas unverändert. Es handelt sich um eine Reihe altüberlieferter Techniken, die vom Vater an den Sohn weitergegeben wurden: Nur ihre Anwendung bestimmt und garantiert die Echtheit des Mahón-Menorca-Käses.
Es wird zwischen zwei Käsearten unterschieden, je nachdem, welches Verfahren die für den Käse mit geschützter Ursprungsbezeichnung verwendete Milch zuvor durchlaufen hat:
- Käse Mahón-Menorca: Hergestellt aus Milch, die vorher mit bestimmten Verfahren/Methoden in den zugelassenen industriellen Käsereien konserviert wurde.

- Handwerklich hergestellter Mahón-Menorca-Käse (artesá): Aus Rohmilch hergestellter Käse, der in den zugelassenen Handwerks-Fachbetrieben hergestellt wird.

In der Hochzeit der Milchproduktion, die auf Menorca von Ende September bis Anfang Juni anhält, wird der handwerklich hergestellte Mahón-Menorca-Käse zweimal am Tag angesetzt. Die einzige Vorbehandlung, die die Milch erfährt, ist das Filtern, wofür in der Melkerei ein Filter aus Zellulose oder ein gefalteter, sogenannter „Fogasser“ (s. u.) verwendet wird.
Die für die industrielle Herstellung des Mahón-Menorca-Käses verwendete Milch wird zunächst gekühlt, bei einer Temperatur von weniger als 4 °C vor Ort konserviert und dann in Kühlwagen zu den jeweiligen Käsereien transportiert, wo sie vor der Käseherstellung pasteurisiert wird.
Beide Käsesorten werden nach den gleichen Grundverfahren hergestellt, doch es gibt gewisse Unterschiede, die sich auf die Eigenschaften des Endproduktes auswirken.
Hinsichtlich des Herstellungsprozesses werden in den Bestimmungen die folgenden Etappen unterschieden:
1. Die Frischkäsebereitung erfolgt mit Lab tierischen Ursprungs bei einer Temperatur von 30–34 °C, dabei dickt der Mahón-Menorca-Käse mindestens 30 Minuten ein, während der handwerklich hergestellte Käse 40 Minuten braucht.
2. Für die Formgebung des handwerklich hergestellten Mahón-Menorca-Käses wird der Frischkäse in den Fogasser (ein Stück Tuch aus Leinen oder Baumwolle) gefüllt. Der Fogasser wird dabei an allen vier Enden gehalten und mit einer ausreichenden Menge Frischkäse gefüllt, um die gewünschte Käsegröße zu erhalten. Anschließend wird das Tuch mit der Masse auf den für die Käseherstellung vorgesehenen Tisch gelegt, der eine breite und glatte Oberfläche hat, damit sich die Frischkäsemasse setzen kann. Alle vier Ecken des Fogassers werden dann mit einer feinen Kordel, an deren Ende sich ein kleines Holzstückchen (Lligam) befindet, zusammengebunden, ohne sie zu verknoten. Die auf diese Weise geformten Fogasses sind die auf traditionelle Weise hergestellten Käselaibe, die eine mehr oder minder viereckige Form von mittlerer Höhe aufweisen und deren Rinde und Kanten abgerundet sind.
3. Die Pressung wird im Falle des handwerklich hergestellten Käses mit einer Hebelpresse und beim industriell gefertigten Mahón-Menorca-Käse mit einer pneumatischen Presse vorgenommen. Durch diese Pressung drückt sich die Kordelabbindung auf der Oberfläche ebenso durch wie die Falten, die der Fogasser geworfen hat. Tuch und Kordel hinterlassen den für den handwerklich hergestellten Mahón-Menorca-Käse typischen Abdruck auf der Rinde, die sog. Mamella.
4. Das Salzen erfolgt durch Eintauchen in eine gesättigte Wasser-Salzlösung für einen Zeitraum von maximal 48 Stunden und bei einer Temperatur von 10–15 °C.
5. Das Auslüften der gesalzenen, sauberen und trockenen Käsestücke geschieht auf sogenannte Cañizos, aus Holzlatten gefertigten Regalen, damit die Luft zirkulieren und auf die Käselaibe einwirken kann.
6. Die so belüfteten Käselaibe werden dann zu den Käsereifern transportiert, wo sie nach und nach das charakteristische Aroma des Mahón-Menorca-Käses ausbilden. Die Laibe werden – bei der dafür angemessenen Raumtemperatur und Raumfeuchtigkeit, die etwa bei 15 °C und 80–90 % Luftfeuchtigkeit liegen – abermals auf Holzgitter gelegt. Diese Bedingungen können auf zwei unterschiedliche Arten erzielt werden: entweder durch Reifung des Käses in natürlichen Höhlen oder in einer Reifekammer. Die Laibe werden in regelmäßigen Abständen gewendet, damit sie nicht an den Holzregalen haften bleiben und ein gleichmäßigeres Aussehen aufweisen. Außerdem erfahren sie verschiedene Zusatzbehandlungen: so werden die Käselaibe z. B. mit Olivenöl bestrichen, um den richtigen Reifegrad zu erhalten. Mitunter wird das Öl auch mit Paprikapulver vermischt – je nach Brauch und Praxis des jeweiligen Käsemeisters.

Die Dauer des Reifeverfahrens ist sehr unterschiedlich und hängt vom gewünschten Reifegrad ab. Es ist aber genau dieser Reifegrad, der die unterschiedlichen Sorten des Mahón-Menorca-Käses bewirkt: maximal 150 Tage für einen mittelalten Käse und ein noch längerer Zeitraum für einen reifen Käse.

## Besondere Eigenschaften

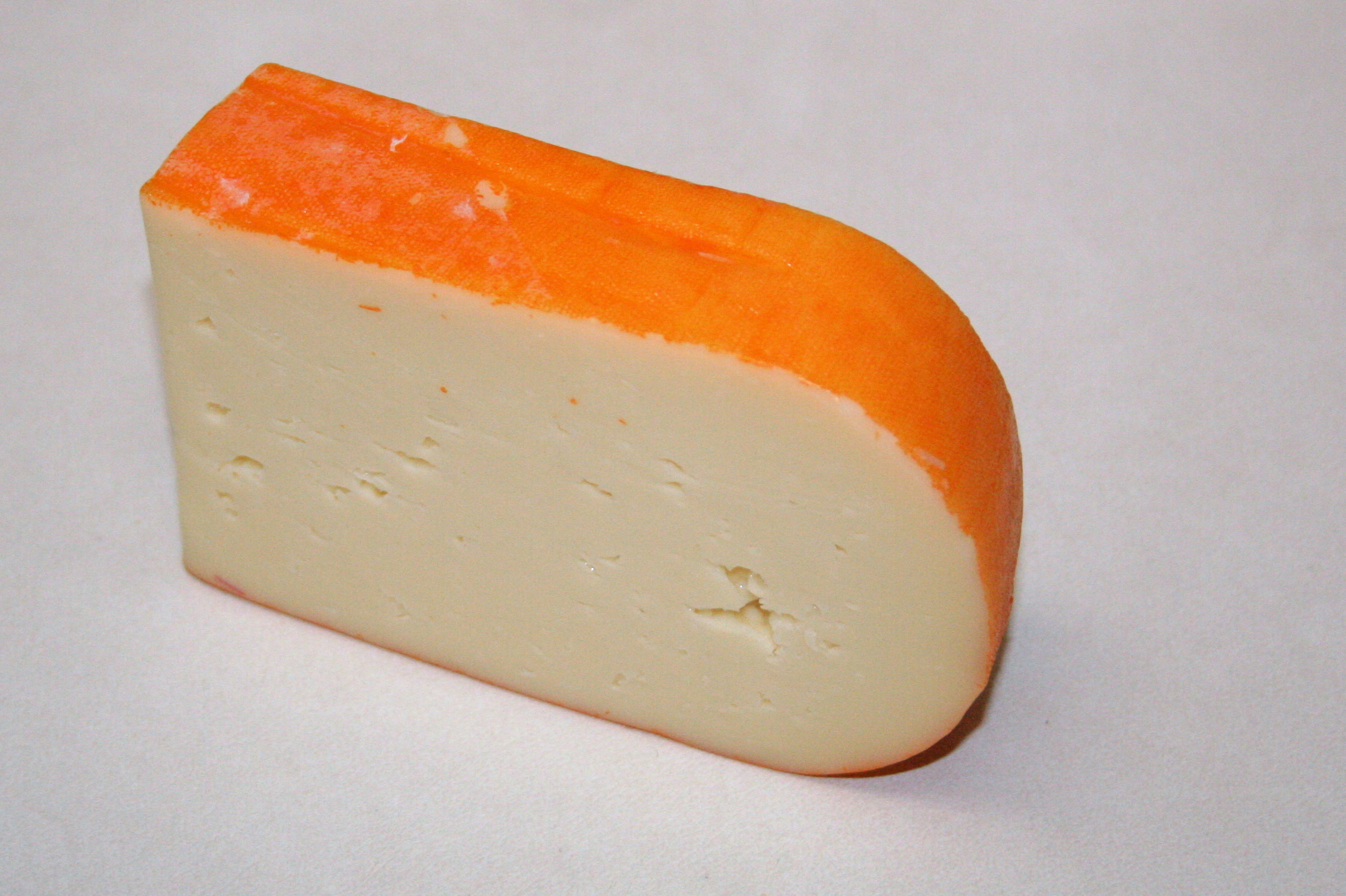
Mahón-Menorca-Käse aus industrieller Fertigung

Der Mahón-Menorca-Käse hat eine sehr charakteristische, quadratische Form und eine Höhe von 5–7 cm, wobei der industriell gefertigte Typ eher eine gleichbleibende Höhe von 9 cm aufweist. Sein Gewicht beträgt im Allgemeinen 1–4 kg, in den meisten Fällen sind die Laibe aber etwa 3 kg schwer. Beim industriellen Mahón-Menorca-Käse ist das Gewicht aufgrund des Präzisionsstandards, mit der die Herstellungsverfahren durchgeführt werden, ziemlich konstant und beträgt normalerweise etwa 2,5 kg.
Beim handwerklich hergestellten Mahón-Menorca-Käse ist der Abdruck der Mamella, also der Falten des Käsetuches auf der Oberseite, ein wichtiges Unterscheidungs- bzw. Identitätsmerkmal.
Im Allgemeinen hat die Käsemasse eine feste Struktur, die – je nach erreichtem Reifegrad – einem stetigen Entwicklungsprozess unterliegt. Die Farbe des Käses variiert zwischen milchweiß und goldgelb. Eine besondere Eigenheit ist die Ausbildung der „Augen“ genannten Löcher von unterschiedlicher Größe, die nie größer werden als eine Erbse.
Mittelalter Käse – semicurado
Die Rinde ist kompakt und ihre Farbskala reicht von blassgelb – bei jungem Käse – bis orange oder sogar braun, wenn es sich um handwerklich hergestellten Käse handelt. Sie ist von konsistenter Struktur, leicht anzuschneiden und ursprünglich gelblich-elfenbeinfarben, dunkelt aber im Verlaufe der Reifung nach. Der mittelalte Mahón-Menorca hat viele unregelmäßig verteilte Löcher unterschiedlicher Größe.
Der Anschnitt geht leicht und die Oberfläche bleibt glatt, unversehrt und glänzend. Der Käse ist weich und von bemerkenswerter Elastizität. Er ist zart im Geschmack, leicht salzig bzw. säuerlich und hat ein gereiftes Milcharoma mit gewissen Anklängen an Butter und geröstete Nüsse (Haselnüsse), die gut ausgeprägt und sehr charakteristisch sind.
Ausgereifter Käse – curado
Bei den ausgereiften Käsen lässt sich gemeinhin eine rötliche Rinde feststellen. Wenn kein Paprika zur Färbung verwendet wurde, ist die Rinde gelblich und mehr oder weniger dunkel.
Beim Anschnitt zeigt der reife Mahón-Menorca eine intensiv-dunkelgelbe Farbe. Die Anzahl und Größe der Löcher nimmt mit zunehmender Alterung deutlich ab. Er ist schwierig zu schneiden, und die Oberfläche am Anschnitt ist runzlig-rau und eher matt. Die Struktur ist sehr fest und härter als beim mittelalten Käse. Er bröckelt beim Schneiden entgegen der Schnittrichtung und kann bei entsprechend fortgeschrittener Alterung sogar durchbrechen.
Geschmack und Aroma sind sehr ausgeprägt, facettenreich und intensiv, sein Nachgeschmack bleibt lange im Mund erhalten. Er erinnert an altes Holz, gegerbtes Leder und an Höhlenreifung. Der salzige Geschmack ist intensiver und leicht pikant, wodurch das Milcharoma abgeschwächt wird.